# عملة تجريبية

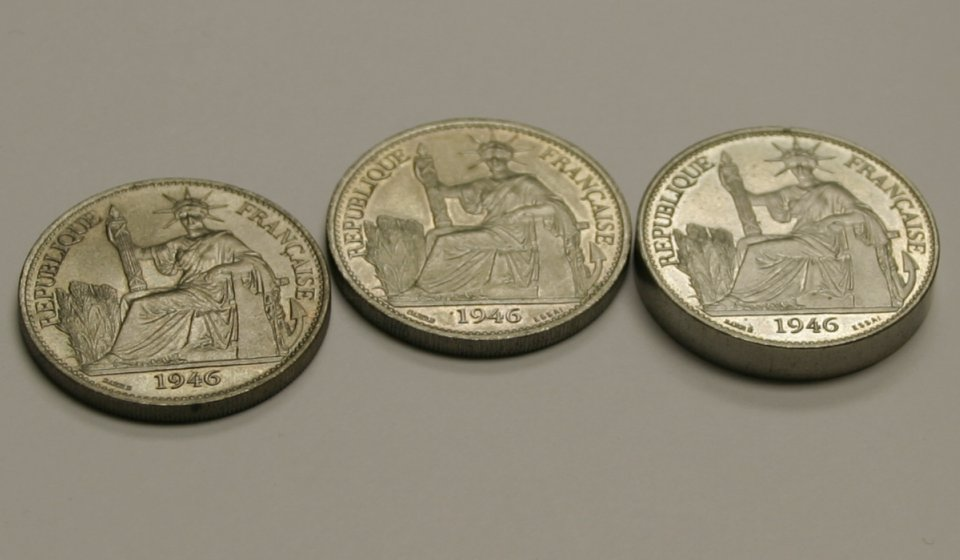
عملة منتظمة (يسار) وعملة منقوشة (وسط) وبيدفورت (يمين)

عينة العملة النمطية أو التجريبية أو باترن (بالإنجليزية: Pattern coin) هي عملة لم يوافقوا على إصدارها ولكن قاموا بإنتاجها لتقييم تصميم العملة المقترح. فهي غالبًا ما تكون ضربة خارج المعدن (باستخدام معادن ذات قيمة أقل لاختبار القوالب) لإثبات المعايير أو الحواجز. حيث يقوم العديد من هواة جمع العملات المعدنية بجمع ودراسة العملات المعدنية التجريبية نظرًا لأهميتها التاريخية. كما أن العديد من العملات المعدنية الأكثر قيمة في العالم هي عملات نمطية، أي إن ما يقرب من 25 قطعة من القطع المدرجة في أعظم 100 عملة أمريكية هي عملات تجريبية.

## العينات الإنجليزية
أول عملة إنجليزية يمكن التعرف عليها على وجه اليقين هي الجروت والتي كانت قيمتها في الأصل أربع بنسات. وقد كانت هذه القطعة التي وضحت وبيعت في مزاد دودسلي كاف في منتصف القرن التاسع عشر تحتوي على تيجان بدلاً من الكريات الثلاث المعتادة في كل ربع من الوجه الخلفي.
أصبحت العينات التجريبية قابلة للتحديد بوجه خاص وتوجد بأعداد أكبر منذ عهد إليزابيث الأولى فصاعدًا. وقاموا بالحفاظ بدرجة جيدة على الإصدارات المعدنية الأساسية التجريبية لجميع العملات قبل منتصف القرن الثامن عشر.
وقد أنتجت دار سك العملة الخاصة ببولتون في سوهو كميات كبيرة من التجارب والتي استكملها تايلور بعد حوالي خمسين عامًا من نفس القوالب.

## عينات الولايات المتحدة

### أنماط الولايات المتحدة الأولى
بعد توقيع إعلان الاستقلال في الرابع من يوليو عام 1776 نشأ نقاش حول نوع العملة التي ينبغي اعتمادها في الولايات المتحدة. في ذلك الوقت كان الناس في أمريكا الشمالية يعتمدون على مزيج من العملات الأجنبية ولم يكن أي منها يُسك وفقًا لمعيار ثابت، مما جعل المعاملات المالية اليومية صعبة. في عام 1783 قرر الكونجرس إنشاء دار سك العملة وتكليف المشرف المالي روبرت موريس بتطوير خطة لنظام سك العملة. حيث كانت أولى العملات المعدنية التي سكتها الولايات المتحدة -عينات نوفا كونستيلاتو- المصنوعة لتوضيح هذا المشروع.
في عام 1792 افتتحت دار سك العملة الأمريكية في فيلادلفيا. وفي ذلك العام أنشئت العديد من العينات التجريبية الأخرى بما في ذلك نصف الدايم المعروف آنذاك باسم "نصف ديسم". ويُعتقد أن ق. 1500 قطعة سكت كأنماط وأن هذه العينات نفسها دخلت التداول خلال العقد التالي.
على مدى السنوات الأربعين التالية قاموا بإنشاء المزيد من العينات ولكن المعلومات المعروفة حاليًا عن هذه القطع قليلة. فمن الناحية الفنية لم تكن هذه العملات المعدنية عينات تجريبية بل كانت ضربات غير معدنية حيث كانت العملات المعدنية المسكوكة من معدن مختلف عن تلك المخصصة للاستخدام العام في التداول. ومن الأمثلة على ذلك نصف نسر عام 1807 أو قطعة ذهبية بقيمة خمسة دولارات مضروبة في النحاس.

### أنماط الولايات المتحدة في منتصف القرن التاسع عشر

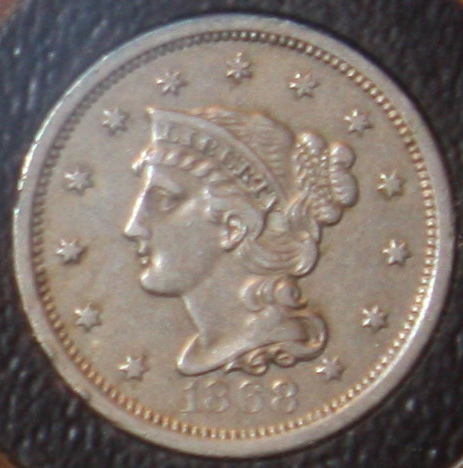
نموذج من عام 1868 لعملة معدنية كبيرة الحجم من فئة العشرة سنتات مصنوعة من النحاس والنيكل. من مجموعة هاري دبليو باس جونيور.

ابتداءً من عام 1836 قامت دار سك العملة الأمريكية في فيلادلفيا بإنشاء المزيد من العينات. وتتكون هذه من عدة أنواع من الأنماط:
- عملات معدنية بباترن حقيقي للعملات المقترحة
- ضربات خارج المعدن
- القطع الانتقالية
- قطع خيالية

أحد الأمثلة على عملة الباترن المستخدمة في العملات المقترحة هو نصف الاتحاد وهي عملة ذهبية ذات نمط بقيمة اسمية 50 دولار أمريكي سكت في عام 1877 ووزنها 2.5 أونصة (71 غ) . واعتبرت دار سك العملة الأمريكية فكرة العملة الذهبية التي يبلغ وزنها 2.5 أونصة غير قابلة للتطبيق ولم تسك سوى اثنتين منها على الإطلاق.
القطع الانتقالية هي أنماط يرجع تاريخها إلى ما قبل دخول العملات المعدنية ذات التصميم الجديد إلى التداول رسميًا. غالبًا ما أنتجت خلال المرحلة النهائية من عملية النموذج واستخدمت لتقديم التصميم المعتمد حديثًا للجمهور. ومن الأمثلة الشهيرة على ذلك عملة النسر الطائر التي صدرت عام 1856 وذلك مع الاعتقاد الشائع وغير الصحيح بأن هذه العملة كانت إصدار منتظم بسبب كثرة سكها لهواة الجمع.
تتضمن القطع الخيالية العديد من القطع التي سكت في ستينيات وسبعينيات القرن التاسع عشر كعينات وبيعت لعلماء العملات لغرض وحيد وهو جمع الأموال للدار. ثم انتهت هذه الممارسة في ثمانينيات القرن التاسع عشر عندما فرضت دار سك العملة الأمريكية لوائح لمنع بيع العملات المعدنية التجريبية.

### أنماط الولايات المتحدة الحديثة
تجري دار سك العملة الأمريكية تجارب على عملات معدنية جديدة من حين لآخر على سبيل المثال عندما أزلت الفضة من تصميمات العملات المعدنية. وبدأت دار سك العملة في استخدام القوالب مع مارثا واشنطن في عمليات الضرب التجريبية حيث لا يمكن الخلط بينها وبين الأموال المتداولة الحقيقية لأنها لا تشبه النقود. وعلى هذا لا توجد قيود على بيع قطع مارثا واشنطن. كما تعتبر العينات التجريبية الحديثة التي أنتجت في دار سك العملة نادرة للغاية حيث لا يوجد سوى عدد قليل من القطع الموجودة في مجموعات خاصة. وقد فرضت دار سك العملة في الولايات المتحدة قيودًا على بيع الأنماط الحديثة التي تشبه العملات المعدنية مثل سنت الألومنيوم لعام 1974. وتعد إحدى أكبر مجموعات العملات الأمريكية ذات العملات التجريبية المتنوعة هي مجموعة هاري دبليو باس جونيور الموجودة في متحف النقود التابع للجمعية الأمريكية لعلم العملات في كولورادو سبرينجز، كولورادو.

## البلدان الأخرى
تُوصف العملات المعدنية التجريبية لفرنسا والدول الناطقة بالفرنسية مثل موناكو بالمصطلح الفرنسي إسيي. كما تشكل عملات نيو هيبريدس المعدنية أهمية لهواة جمع عملات الكومنولث البريطاني حيث حصلت نيو هيبريدس على استقلالها في عام 1980 باعتبارها جمهورية فانواتو.
عثر على كلمة إسيي محفورة على العملات المعدنية النمطية في ناميبيا إلى جانب الكلمة الألمانية بووبي.

## روابط خارجية
- الأنماط الكولومبية من تصميم غييرمو غرانادوس
- عملات نمطية في نوميستا